# Беспаев, Захар Сулейманович
Захар Сулейманович Беспаев (24 июня 1924, Болхуны, Астраханская губерния — 17 февраля 2009, Алма-Ата) — водитель автоколонны № 2572 Алма-Атинского грузового производственного объединения, Герой Социалистического Труда (1974).

## Биография
Родился в 1924 году в селе Болхуны (ныне — Ахтубинский район Астраханской области).
C 1940 года работал в колхозе имени Чапаева Владимирского района. С 1942 года участвовал в Великой Отечественной войне. После демобилизации в 1944 году возвратился в родной колхоз. С 1949 года работал на прииске в Магаданской области.
В 1949 году переехал в Казахстан, где стал трудиться водителем автоколонны № 2572 Алма-Атинского грузового производственного объединения.
С 1959 года ежегодно выполнял план по перевозкам на 110—123 %. За выдающиеся достижения в трудовой деятельности был награждён в 1974 году звания Героя Социалистического Труда.
В 1984 году вышел на пенсию. Умер 17 февраля 2009 года.

## Награды
- Герой Социалистического Труда — указом Президиума Верховного Совета от 23 января 1974 года;
- Орден Ленина (1974);
- Медаль «В ознаменование 100-летия со дня рождения Владимира Ильича Ленина».